# Eduard Sekler (Schauspieler)
Eduard Jakob Sekler  (* 6. September 1880 in Brünn, Österreich-Ungarn; † 15. November 1976 in Wien) war ein österreichischer Schauspieler bei Bühne, Film und Fernsehen.

## Leben und Wirken
Sekler kam schon in jungen Jahren nach Wien und besuchte dort von 1897 bis 1899 die Elevenschule des Deutschen Volkstheaters, wo er sich von Alexander Strakosch ausbilden ließ. Seit seinem Debüt mit dem Part des Brackenburg in Goethes Egmont (1899) am Landestheater von Laibach (heute Slowenien) wirkte Sekler in den kommenden sechs Jahren vor allem an k.u.k.-Bühnen (u. a. Budweis, Znaim, St. Pölten, Mödling, Innsbruck, Bad Ischl und Olmütz), kurzzeitig aber auch im deutschen Göttingen. Sein Rollenfach in jungen Jahren war das des jugendlichen Helden und Liebhabers.
1905 kehrte Sekler nach Wien zurück und war in der österreichischen Hauptstadt mit kleineren Unterbrechungen bis zu seinem Tod Ensemblemitglied des Theater in der Josefstadt. Von 1920 bis 1923 wirkte Sekler als Oberspielleiter an den bekannten Wiener Kleinkunstbühnen Hölle, Chat noir und Böse Buben. Mit den Revuen Wien gib acht und Rund um die Niese ging er als Regisseur auch auf Tournee. In derselben Position sowie als einfacher Regisseur trat der Künstler auch an der Volksoper in Erscheinung. 1933 zeichnete er als einer der Gründer des Theaters der Jugend verantwortlich. Zur Zeit des Anschluss Österreichs erhielt Sekler von den Nationalsozialisten keine Spielerlaubnis und blieb künstlerisch beschäftigungslos.
Noch vor dem Ersten Weltkrieg trat Eduard Sekler erstmals in einem Stummfilm vor die Kamera und wirkte vor allem in Inszenierungen des Ehepaars Jakob Julius und Luise Fleck mit, konzentrierte sich aber seit den frühen 1920er Jahren wieder auf die Bühnentätigkeit. Erst nach über zwei Jahrzehnten Abwesenheit und mit der Wiedererlangung der österreichischen Staatlichkeit kehrte der gebürtige Mähre zum Film zurück und spielte, zuletzt hochbetagt, von den späten 1950er bis in die frühen 1970er Jahre, Chargenrollen (Diener jeder Art, Briefträger, Wirte und Kellner) in einer Fülle von Fernsehproduktionen. Außerdem beteiligte sich Sekler seit 1950 an zahlreichen Rundfunksendungen des Senders Rot-weiß-Rot.

## Filmografie
bis 1950 in Kinofilmen, ab 1957 in Fernsehfilmen:
- 1914: In Zivil
- 1916: Lebenswogen
- 1917: Der Verschwender, 1. Teil
- 1917: Der Schandfleck
- 1917: Der Doppelselbstmord
- 1918: Don Cäsar, Graf von Irun
- 1919: Die Ahnfrau
- 1920: Sein Lebenslicht
- 1920: Die Frau in Weiß
- 1921: Hemmungslos
- 1926: Der Pfarrer von Kirchfeld
- 1946: Die Welt dreht sich verkehrt
- 1950: Das vierte Gebot
- 1957: Der schönste Tag
- 1958: Der Talisman
- 1958: Adams Garten
- 1960: Stunde des Kennens
- 1961: Höllenangst
- 1962: Der einsame Weg
- 1964: Kolportage
- 1966: Die venezianischen Zwillinge
- 1967: Alles zum Guten
- 1969: Die Sommerfrische
- 1969: Zwei aus Verona
- 1970: Frühstück im Büro
- 1972: Katzenspiel